# Finale della Coppa delle Fiere 1967-1968
La finale della 10ª edizione della Coppa delle Fiere fu disputata in gara d'andata e ritorno tra Ferencváros e Leeds Utd.
Il 7 agosto 1968 allo stadio Elland Road di Leeds la partita, arbitrata dallo svizzero Rudolf Scheurer, finì 1-0. La gara di ritorno si disputò dopo un mese al Népstadion di Budapest e fu arbitrata dal tedesco occidentale Gerhard Schulenburg. Il match terminò 0-0 e ad aggiudicarsi il trofeo fu la squadra inglese.

## Il cammino verso la finale
Il Leeds iniziò il cammino europeo contro i modesti lussemburghesi dello Spora Luxembourg, vincendo 16-0 tra andata e ritorno. Al secondo turno gli jugoslavi del Partizan persero 1-2 l'andata in casa e pareggiarono 1-1 il ritorno a Leeds. Agli ottavi gli inglesi affrontarono gli scozzesi dell'Hibernian, battendoli 1-0 in casa e pareggiando 1-1 a Edimburgo. Ai quarti di finale i Peacocks si scontrarono con un'altra squadra scozzese, i Rangers, pareggiando a reti inviolate a Glasgow e vincendo con un secco 2-0 il ritorno in Inghilterra. In semifinale il Leeds affrontò la terza squadra scozzese consecutiva, il Dundee, pareggiando 1-1 l'andata e vincendo 1-0 il ritorno.
Il Ferencvaros esordì contro i rumeni dell'Argeș Pitești perdendo 3-1 in Romania e ribaltando il risultato con un perentorio 4-0 in Ungheria. Al secondo turno toccò agli spagnoli del Real Saragozza, che vinsero l'andata 2-1 ma persero il ritorno 3-0. Agli ottavi gli ungheresi affrontarono gli inglesi del Liverpool, vincendo sia all'andata che al ritorno col risultato di 1-0. Ai quarti di finale i Zöld Sasok affrontarono gli spagnoli dell'Athletic Bilbao, che eliminarono con un doppio 2-1 tra andata e ritorno. In semifinale fu la volta degli italiani del Bologna che furono sconfitti 3-2 in casa, mentre la gara di ritorno si concluse con un entusiasmante 2-2.

## Tabellini

### Andata
| Arbitro: | Rudolf Scheurer |

|           |           |  |
| Jones 41’ | Marcatori |  |

| Leeds Utd:    |    |                 |  |     |
|               |    |                 |  |     |
| POR           | 1  | Gary Sprake     |  |     |
| DIF           | 2  | Paul Reaney     |  |     |
| DIF           | 3  | Terry Cooper    |  |     |
| CEN           | 4  | Billy Bremner   |  |     |
| DIF           | 5  | Jack Charlton   |  |     |
| DIF           | 6  | Norman Hunter   |  |     |
| ATT           | 7  | Peter Lorimer   |  |     |
| CEN           | 8  | Paul Madeley    |  |     |
| ATT           | 9  | Mick Jones      |  | 70’ |
| CEN           | 10 | Johnny Giles    |  | 65’ |
| ATT           | 11 | Eddie Gray      |  |     |
| Sostituzioni: |    |                 |  |     |
| ATT           |    | Rod Belfitt     |  | 70’ |
| ATT           |    | Jimmy Greenhoff |  | 65’ |
| Allenatore:   |    |                 |  |     |
| Don Revie     |    |                 |  |     |

| Ferencváros:  |    |                 |  |     |
|               |    |                 |  |     |
| POR           | 1  | István Géczi    |  |     |
| DIF           | 2  | Dezső Novák     |  |     |
| DIF           | 3  | Miklós Páncsics |  |     |
| DIF           | 6  | Sándor Havasi   |  |     |
| CEN           | 4  | István Juhász   |  |     |
| ATT           | 5  | Lajos Szűcs     |  |     |
| CEN           | 8  | István Szőke    |  |     |
| CEN           | 7  | Zoltán Varga    |  |     |
| ATT           | 9  | Flórián Albert  |  |     |
| CEN           | 10 | Gyula Rákosi    |  |     |
| ATT           | 11 | Máté Fenyvesi   |  | 65’ |
| Sostituzioni: |    |                 |  |     |
| CEN           | 13 | László Bálint   |  | 65’ |
| Allenatore:   |    |                 |  |     |
| Károly Lakat  |    |                 |  |     |

### Ritorno
| Budapest 11 settembre 1968 | Ferencváros         | 0 – 0 referto | Leeds Utd | Népstadion (76 000 spett.)\| Arbitro: \| Gerhard Schulenburg \| |
| Arbitro:                   | Gerhard Schulenburg |               |           |                                                                 |

| Ferencváros:  |    |                 |  |     |
|               |    |                 |  |     |
| POR           | 1  | István Géczi    |  |     |
| DIF           | 2  | Dezső Novák     |  |     |
| DIF           | 3  | Miklós Páncsics |  |     |
| DIF           | 6  | Sándor Havasi   |  |     |
| CEN           | 4  | István Juhász   |  |     |
| ATT           | 5  | Lajos Szűcs     |  |     |
| CEN           | 8  | István Szőke    |  | 60’ |
| CEN           | 7  | Zoltán Varga    |  |     |
| ATT           | 9  | Flórián Albert  |  |     |
| CEN           | 10 | Gyula Rákosi    |  |     |
| ATT           | 18 | Sándor Katona   |  |     |
| Sostituzioni: |    |                 |  |     |
|               | 17 | János Karába    |  | 60’ |
| Allenatore:   |    |                 |  |     |
| Károly Lakat  |    |                 |  |     |

| Leeds Utd:    |    |                 |  |     |
|               |    |                 |  |     |
| POR           | 1  | Gary Sprake     |  |     |
| DIF           | 2  | Paul Reaney     |  |     |
| DIF           | 3  | Terry Cooper    |  |     |
| CEN           | 4  | Billy Bremner   |  |     |
| DIF           | 5  | Jack Charlton   |  |     |
| DIF           | 6  | Norman Hunter   |  |     |
| CEN           | 7  | Michael O'Grady |  |     |
| ATT           | 9  | Peter Lorimer   |  |     |
| CEN           | 8  | Paul Madeley    |  |     |
| ATT           | 10 | Mick Jones      |  |     |
| ATT           | 11 | Terry Hibbitt   |  | 68’ |
| Sostituzioni: |    |                 |  |     |
| CEN           |    | Mick Bates      |  | 62’ |
| Allenatore:   |    |                 |  |     |
| Don Revie     |    |                 |  |     |